# 살로메의 계절
《살로메의 계절》(Year Of The Jellyfish, L'Annee Des Meduses)은 프랑스에서 제작된 크리스토퍼 프랭크 감독의 1984년 영화이다. 베르나르 지로도 등이 주연으로 출연하였고 알레인 테르지안 등이 제작에 참여하였다.

## 출연

### 주연
- 베르나르 지로도
- 발레리 카프리스키

### 조연
- 캐롤라인 셀리어
- 자크 페랭
- 베아트리스 아게닌
- 필리프 레마르
- 피에르 바넥

## 기타
- 원작자: 크리스토퍼 프랭크
- 미술: 쟝-자크 카지옷